# Llista d'asteroides/81401–81500
| Nom     | Designació provisional | Data de descobriment | Lloc de descobriment | Descobridor/s |
| ------- | ---------------------- | -------------------- | -------------------- | ------------- |
| 81401 - | 2000 GB85              | 3 d'abril, 2000      | Socorro              | LINEAR        |
| 81402 - | 2000 GC85              | 3 d'abril, 2000      | Socorro              | LINEAR        |
| 81403 - | 2000 GD85              | 3 d'abril, 2000      | Socorro              | LINEAR        |
| 81404 - | 2000 GV85              | 3 d'abril, 2000      | Socorro              | LINEAR        |
| 81405 - | 2000 GJ86              | 4 d'abril, 2000      | Socorro              | LINEAR        |
| 81406 - | 2000 GL86              | 4 d'abril, 2000      | Socorro              | LINEAR        |
| 81407 - | 2000 GO88              | 4 d'abril, 2000      | Socorro              | LINEAR        |
| 81408 - | 2000 GU88              | 4 d'abril, 2000      | Socorro              | LINEAR        |
| 81409 - | 2000 GO89              | 4 d'abril, 2000      | Socorro              | LINEAR        |
| 81410 - | 2000 GT90              | 4 d'abril, 2000      | Socorro              | LINEAR        |
| 81411 - | 2000 GT91              | 4 d'abril, 2000      | Socorro              | LINEAR        |
| 81412 - | 2000 GE92              | 4 d'abril, 2000      | Socorro              | LINEAR        |
| 81413 - | 2000 GF95              | 6 d'abril, 2000      | Socorro              | LINEAR        |
| 81414 - | 2000 GH97              | 7 d'abril, 2000      | Socorro              | LINEAR        |
| 81415 - | 2000 GV97              | 7 d'abril, 2000      | Socorro              | LINEAR        |
| 81416 - | 2000 GH99              | 7 d'abril, 2000      | Socorro              | LINEAR        |
| 81417 - | 2000 GJ99              | 7 d'abril, 2000      | Socorro              | LINEAR        |
| 81418 - | 2000 GR99              | 7 d'abril, 2000      | Socorro              | LINEAR        |
| 81419 - | 2000 GJ100             | 7 d'abril, 2000      | Socorro              | LINEAR        |
| 81420 - | 2000 GQ100             | 7 d'abril, 2000      | Socorro              | LINEAR        |
| 81421 - | 2000 GX100             | 7 d'abril, 2000      | Socorro              | LINEAR        |
| 81422 - | 2000 GQ101             | 7 d'abril, 2000      | Socorro              | LINEAR        |
| 81423 - | 2000 GV101             | 7 d'abril, 2000      | Socorro              | LINEAR        |
| 81424 - | 2000 GA102             | 7 d'abril, 2000      | Socorro              | LINEAR        |
| 81425 - | 2000 GH102             | 7 d'abril, 2000      | Socorro              | LINEAR        |
| 81426 - | 2000 GS103             | 7 d'abril, 2000      | Socorro              | LINEAR        |
| 81427 - | 2000 GR104             | 7 d'abril, 2000      | Socorro              | LINEAR        |
| 81428 - | 2000 GV104             | 7 d'abril, 2000      | Socorro              | LINEAR        |
| 81429 - | 2000 GE106             | 7 d'abril, 2000      | Socorro              | LINEAR        |
| 81430 - | 2000 GM106             | 7 d'abril, 2000      | Socorro              | LINEAR        |
| 81431 - | 2000 GU106             | 7 d'abril, 2000      | Socorro              | LINEAR        |
| 81432 - | 2000 GL107             | 7 d'abril, 2000      | Socorro              | LINEAR        |
| 81433 - | 2000 GC108             | 7 d'abril, 2000      | Socorro              | LINEAR        |
| 81434 - | 2000 GR109             | 2 d'abril, 2000      | Anderson Mesa        | LONEOS        |
| 81435 - | 2000 GS109             | 2 d'abril, 2000      | Anderson Mesa        | LONEOS        |
| 81436 - | 2000 GC110             | 2 d'abril, 2000      | Anderson Mesa        | LONEOS        |
| 81437 - | 2000 GL110             | 2 d'abril, 2000      | Anderson Mesa        | LONEOS        |
| 81438 - | 2000 GZ111             | 3 d'abril, 2000      | Anderson Mesa        | LONEOS        |
| 81439 - | 2000 GQ112             | 4 d'abril, 2000      | Socorro              | LINEAR        |
| 81440 - | 2000 GU112             | 5 d'abril, 2000      | Socorro              | LINEAR        |
| 81441 - | 2000 GA114             | 7 d'abril, 2000      | Socorro              | LINEAR        |
| 81442 - | 2000 GO114             | 7 d'abril, 2000      | Socorro              | LINEAR        |
| 81443 - | 2000 GV114             | 7 d'abril, 2000      | Socorro              | LINEAR        |
| 81444 - | 2000 GR117             | 2 d'abril, 2000      | Kitt Peak            | Spacewatch    |
| 81445 - | 2000 GJ121             | 6 d'abril, 2000      | Kitt Peak            | Spacewatch    |
| 81446 - | 2000 GH123             | 7 d'abril, 2000      | Socorro              | LINEAR        |
| 81447 - | 2000 GJ123             | 7 d'abril, 2000      | Socorro              | LINEAR        |
| 81448 - | 2000 GV123             | 7 d'abril, 2000      | Socorro              | LINEAR        |
| 81449 - | 2000 GJ124             | 7 d'abril, 2000      | Socorro              | LINEAR        |
| 81450 - | 2000 GD125             | 7 d'abril, 2000      | Socorro              | LINEAR        |
| 81451 - | 2000 GG125             | 7 d'abril, 2000      | Socorro              | LINEAR        |
| 81452 - | 2000 GQ125             | 7 d'abril, 2000      | Socorro              | LINEAR        |
| 81453 - | 2000 GN126             | 7 d'abril, 2000      | Socorro              | LINEAR        |
| 81454 - | 2000 GW126             | 7 d'abril, 2000      | Socorro              | LINEAR        |
| 81455 - | 2000 GS127             | 6 d'abril, 2000      | Kitt Peak            | Spacewatch    |
| 81456 - | 2000 GZ128             | 5 d'abril, 2000      | Kitt Peak            | Spacewatch    |
| 81457 - | 2000 GF130             | 5 d'abril, 2000      | Kitt Peak            | Spacewatch    |
| 81458 - | 2000 GL131             | 7 d'abril, 2000      | Kitt Peak            | Spacewatch    |
| 81459 - | 2000 GE132             | 10 d'abril, 2000     | Kitt Peak            | Spacewatch    |
| 81460 - | 2000 GK133             | 7 d'abril, 2000      | Socorro              | LINEAR        |
| 81461 - | 2000 GV134             | 8 d'abril, 2000      | Socorro              | LINEAR        |
| 81462 - | 2000 GW134             | 8 d'abril, 2000      | Socorro              | LINEAR        |
| 81463 - | 2000 GA135             | 8 d'abril, 2000      | Socorro              | LINEAR        |
| 81464 - | 2000 GF135             | 8 d'abril, 2000      | Socorro              | LINEAR        |
| 81465 - | 2000 GN136             | 12 d'abril, 2000     | Socorro              | LINEAR        |
| 81466 - | 2000 GC137             | 12 d'abril, 2000     | Socorro              | LINEAR        |
| 81467 - | 2000 GH137             | 12 d'abril, 2000     | Socorro              | LINEAR        |
| 81468 - | 2000 GS137             | 4 d'abril, 2000      | Anderson Mesa        | LONEOS        |
| 81469 - | 2000 GU137             | 4 d'abril, 2000      | Anderson Mesa        | LONEOS        |
| 81470 - | 2000 GX137             | 4 d'abril, 2000      | Anderson Mesa        | LONEOS        |
| 81471 - | 2000 GY138             | 4 d'abril, 2000      | Anderson Mesa        | LONEOS        |
| 81472 - | 2000 GE139             | 4 d'abril, 2000      | Anderson Mesa        | LONEOS        |
| 81473 - | 2000 GS139             | 4 d'abril, 2000      | Anderson Mesa        | LONEOS        |
| 81474 - | 2000 GE141             | 6 d'abril, 2000      | Anderson Mesa        | LONEOS        |
| 81475 - | 2000 GG141             | 7 d'abril, 2000      | Anderson Mesa        | LONEOS        |
| 81476 - | 2000 GH141             | 7 d'abril, 2000      | Anderson Mesa        | LONEOS        |
| 81477 - | 2000 GU141             | 7 d'abril, 2000      | Anderson Mesa        | LONEOS        |
| 81478 - | 2000 GF142             | 7 d'abril, 2000      | Anderson Mesa        | LONEOS        |
| 81479 - | 2000 GX142             | 7 d'abril, 2000      | Anderson Mesa        | LONEOS        |
| 81480 - | 2000 GH143             | 7 d'abril, 2000      | Anderson Mesa        | LONEOS        |
| 81481 - | 2000 GF146             | 12 d'abril, 2000     | Kitt Peak            | Spacewatch    |
| 81482 - | 2000 GN148             | 5 d'abril, 2000      | Socorro              | LINEAR        |
| 81483 - | 2000 GB153             | 6 d'abril, 2000      | Anderson Mesa        | LONEOS        |
| 81484 - | 2000 GF153             | 6 d'abril, 2000      | Anderson Mesa        | LONEOS        |
| 81485 - | 2000 GN153             | 6 d'abril, 2000      | Anderson Mesa        | LONEOS        |
| 81486 - | 2000 GA154             | 6 d'abril, 2000      | Anderson Mesa        | LONEOS        |
| 81487 - | 2000 GV154             | 6 d'abril, 2000      | Anderson Mesa        | LONEOS        |
| 81488 - | 2000 GC155             | 6 d'abril, 2000      | Anderson Mesa        | LONEOS        |
| 81489 - | 2000 GM155             | 6 d'abril, 2000      | Socorro              | LINEAR        |
| 81490 - | 2000 GP155             | 6 d'abril, 2000      | Anderson Mesa        | LONEOS        |
| 81491 - | 2000 GB156             | 6 d'abril, 2000      | Anderson Mesa        | LONEOS        |
| 81492 - | 2000 GK157             | 7 d'abril, 2000      | Socorro              | LINEAR        |
| 81493 - | 2000 GE158             | 7 d'abril, 2000      | Anderson Mesa        | LONEOS        |
| 81494 - | 2000 GT158             | 7 d'abril, 2000      | Socorro              | LINEAR        |
| 81495 - | 2000 GU158             | 7 d'abril, 2000      | Anderson Mesa        | LONEOS        |
| 81496 - | 2000 GH159             | 7 d'abril, 2000      | Socorro              | LINEAR        |
| 81497 - | 2000 GN159             | 7 d'abril, 2000      | Socorro              | LINEAR        |
| 81498 - | 2000 GO159             | 7 d'abril, 2000      | Socorro              | LINEAR        |
| 81499 - | 2000 GD160             | 7 d'abril, 2000      | Socorro              | LINEAR        |
| 81500 - | 2000 GO160             | 7 d'abril, 2000      | Socorro              | LINEAR        |